# حمزيان سفلي
حمزيان سفلي (بالفارسية: حمزیان سفلی) هي قرية تقع في أذربيجان الغربية في إيران. يقدر عدد سكانها بـ 127 نسمة بحسب إحصاء 2016.